# 狮山寺

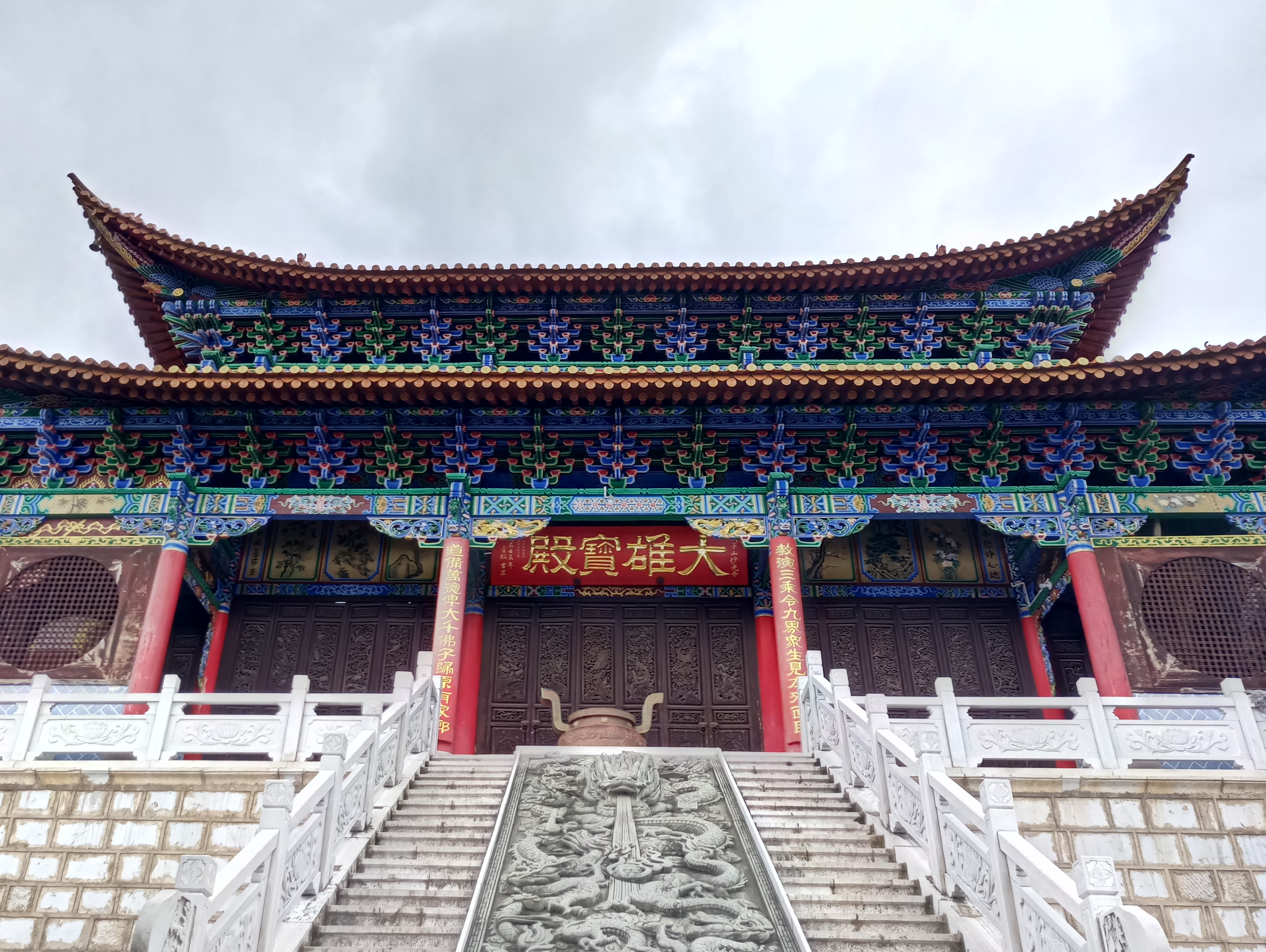
狮山寺的大雄宝殿

狮山寺，是一座位于云南省昆明市石林彝族自治县狮子山的佛教寺庙。

## 生平
狮子山由石灰岩和红壤组成，南岭断岩峻耸，向北伏缓，如雄狮坐视，故名。狮子山海拔1860米，面积约800亩，西南侧悬崖陡峭，高达百余米。明清路南八景之一的“狮岭晴岚”即此。明朝在山巅建成狮山寺，寺内有观音塑像。原址现存光绪十三年（1887年）立的《重塑观音殿子孙殿法像功德碑》。中华人民共和国成立后，多坍塌，后经修复重建，并修筑了上山公路和石阶。每年农历三月初三“上巳节”有活动。1967年文化大革命时期曾被破四旧毁坏，1994年重建。